# 乔治娜·梅斯
乔治娜·玛丽·梅斯女爵士（英語：Dame Georgina Mary Mace，1953年7月12日—2020年9月19日），女，伦敦人，英国生态学家、保育生物學家。伦敦大学学院生态系统和生物多样性教授。皇家学会院士。

## 生平
1953年生于伦敦。1976年毕业于利物浦大学，获理学学士学位。1979年毕业于萨塞克斯大学，主要研究小型哺乳动物，获进化生态学博士学位。之后，她在美国史密森尼学会从事博士后研究，主要研究近亲繁殖對動物群的影响。回国后从事生态学量化研究。2000年至2006年，担任伦敦动物学会科学部主任。在此期间，她参与制定了将物种列入國際自然保護聯盟瀕危物種紅色名錄的标准。2002年至2005年，她还参与了千禧年生態系統評估的生物多样性部分。
2006年至2012年，担任伦敦帝国学院保育学教授、自然环境研究委员会人口生物学研究中心主任。2008年至2010年，担任《自然科学会报》B卷生态学部分的编辑。2011年至2013年，担任英国生态学学会主席。2012年开始担任伦敦大学学院教授。
2020年9月19日逝世。

## 荣誉
1998年授OBE勋衔，2007年升至CBE勋衔，2016年升至DBE勋衔。
2002年当选皇家学会院士。2007年获国际cosmos奖。2007年获萨塞克斯大学名誉理學博士学位，2015年获兰卡斯特大学名誉理学博士学位，2018年获瑞士洛桑大学荣誉博士学位。2016年获倫敦林奈學會颁发的林奈奖章。